# Route nationale 1 (Slovénie)
Pour les articles homonymes, voir G1 et Route nationale 1.
La route nationale 1 (slovène : Glavna cesta 1), abrégée en G1 ou G1-1, est une route nationale slovène allant de la frontière autrichienne à Miklavž na Dravskem polju. Sa longueur est de 69,4 km.

## Histoire
La route nationale 1 reliait initialement la frontière autrichienne à Hajdina. Avant 1998, elle était numérotée M3,. En 2010, le tronçon de Miklavž na Dravskem polju à Hajdina est devenu route régionale 454 (regionalna cesta 454).

## Tracé

### De l'Autriche à Miklavž na Dravskem polju (tracé actuel)
- Autriche B 80
- Vič (en)
- Dravograd
- Sveti Boštjan (en)
- Vrata (en)
- Gortina (en)
- Muta
- Zgornja Vižinga (en)
- Radlje ob Dravi
- Vas (en)
- Brezno (en)
- Podvelka
- Javnik (en)
- Ožbalt (en)
- Vurmat (en)
- Zgornji Boč (en)
- Janževa Gora (en)
- Črešnjevec ob Dravi (en)
- Selnica ob Dravi
- Spodnja Selnica (en)
- Spodnji Slemen (en)
- Jelovec
- Bresternica (en)
- Kamnica (en)
- Maribor
- Miklavž na Dravskem polju

### De Miklavž na Dravskem polju à Hajdina (avant 2010)
- Loka (en)
- Rošnja (en)
- Starše
- Zlatoličje (en)
- Slovenja Vas (en)
- Hajdoše (en)
- Hajdina